# Newport Rugby Football Club
Il Newport Rugby Football Club è una squadra di rugby a 15 gallese fondata nel 1874. Ha la propria sede allo stadio Rodney Parade di Newport e nel 2007 è stato uno dei 14 club semiprofessionistici che hanno partecipato alla Welsh Premier Division.

## Palmarès
- Welsh Premier Division: 2004
- Welsh Cup: 1977, 2001

## Giocatori noti
- Stuart Barnes
- Jason Forster
- Trevor Foster
- Arthur "Monkey" Gould
- Shane Howarth
- Keith Jarrett
- John Jeffery
- Bryn Meredith
- Percy Montgomery
- Brian Price
- Simon Raiwalui
- Gareth Rees
- Jeff Squire
- Gary Teichmann
- Paul Turner
- David Watkins
- Jeff Whitefoot
- Robert Ackerman
- Stuart Watkins
- Malcolm Thomas
- Willie Llewellyn
- Jack Wetter
- Tommy Vile
- Walter Martin
- Colin Smart
- Adrian Garvey
- Ross Knight